# SomaFM
SomaFM est une radio musicale, non commerciale, diffusée depuis San Francisco exclusivement via internet. Elle diffuse de la musique 24 heures/24, toute l'année.
SomaFM propose 32 stations ; les plus populaires étant « Groove Salad » et « DroneZone », qui diffusent du downtempo et de l'ambient[réf. nécessaire].

## Histoire
SomaFM a débuté comme radio pirate au festival du Burning Man, en 1999.
Le succès rencontré incita Rusty Hodge à lancer officiellement, en février 2000, une radio permanente sur internet  : SomaFM.com,.
Le nom de la radio, « soma », est une allusion  :
- au plaisir généré par la drogue (« the future's perfect pleasure drug »)[3],[4]
- au quartier de San Francisco (SoMa : contraction de « South of Market ») où cette radio a commencé à être diffusée[4].

En mai 2002, à la suite du vote du Digital Millennium Copyright Act en 1998 par le congrès américain, la RIAA (Recording Industry Association of America) obligeait SomaFM à payer 100 000 $ pour pouvoir continuer à diffuser de la musique. Rusty Hodge, craignant de devoir s'endetter pour régler un tel montant, décida alors d'arrêter la diffusion de SomaFM. Un accord fut finalement trouvé avec la RIAA.
Après l'adoption par le congrès du Small Broadcasters Amendment Act, SomaFM pu obtenir une forte  réduction sur les droits de diffusion demandés par la RIAA.
SomaFM recommença à être diffusée en décembre 2002.
Depuis le début des années 2000, SomaFM revendique au moins 5 millions d'heures d'écoute par mois.

## Type d'émissions
La plupart des stations de SomaFM diffusent de la musique underground et alternative,.
SomaFM propose différentes stations permettant d'écouter du downtempo, de l'acid jazz, du nu jazz, de la musique country, de l'americana, du glitch, de la musique industrielle et de la trance.
Les différentes stations de SomaFM sont :
- BAGeL Radio
- Beat Blender
- Black Rock FM
- Boot Liquor
- cliqhop idm
- Covers
- DEF CON Radio
- Deep Space One
- Digitalis
- Drone Zone
- Dub Step Beyond
- Fluid
- Folk Forward
- Groove Salad
- Heavyweight Reggae
- Illinois Street Lounge
- Indie Pop Rocks!
- Left Coast 70s
- Lush
- Metal Detector
- Mission Control
- PopTron
- SF 10-33
- Secret Agent
- Seven Inch Soul
- Sonic Universe
- Space Station Soma
- Suburbs of Goa
- The Trip
- ThistleRadio
- Underground 80s
- Vaporwaves

Stations saisonnières :
- Doomed, du 15 octobre au 15 décembre pour marquer Halloween[7]

Anciennes stations :
- Iceland Airwaves, aux festivals Iceland Airwaves de 2007 et 2008[8]
- Earwaves, interrompu le 30 décembre 2017[9]
- The Silent Channel, interrompu le 30 décembre 2017[10]

SomaFM a également proposé  des podcasts :
- « SF in SF » (Science Fiction in San Francisco), un podcast mensuel dans lequel étaient lues des œuvres de science-fiction[12]. 32 épisodes entre juin 2016 et novembre 2019.
- « Groove Salad: Taste of the Week »[13], un podcast hebdomadaire, maintenant interrompu [Quand ?]

## Diffusion
SomaFM met à disposition les liens directs, un lecteur intégré au navigateur et une application pour smartphone. Il y a plusieurs formats disponibles pour chaque radio, les meilleurs proposés sont le AAC 128 et le MP3 320. Certains fournisseurs de contenu peuvent également inclure SomaFM dans leur catalogue.

## Financement
SomaFM a toujours souhaité rester indépendante vis-à-vis d'investisseurs extérieurs.
Rusty Hodge (fondateur et actuel directeur de SomaFM) déclare : « Faire une super radio, sur laquelle on peut compter, est plus important pour nous que de gagner de l'argent; et non le contraire (comme la plupart des autres radios) » (« Making a great radio station that you can count on is more important to us than making money, not the other way around (like most other radio stations). »).
Ne diffusant pas de publicité, SomaFM est financée par :
- les dons des auditeurs (via Paypal ou Recurly)
- le soutien de certains « petits labels »
- la mise à disposition de bande passante par « quelques entreprises ».
- la vente de produits